# 久遠馨
久遠 馨（くおん けい）は、日本の小説家。東京都出身。

## 著書
- 東京ダンジョン Beyond The Real（伊藤一元名義、角川スニーカー文庫、挿絵：るりあ★46、1996年1月発売、ISBN 978-4044172015）
- 謎解キ卍屋 魔術師と闇の民俗学（幻狼ファンタジアノベルス、挿絵：得能正太郎、2009年6月発売、ISBN 978-4-344-81682-4）
- GIMMICK 死神の影武者（一迅社文庫、挿絵：ふゆの春秋、2010年1月20日発売、ISBN 978-4-7580-4129-4）
- Dの食卓はなぜ伝説のゲームになったのか？ 次世代に遺したいゲームプランニングの基本（秀和システム、2014年10月8日発売、ISBN 978-4-7980-4183-4）